# Joseph Seyberth

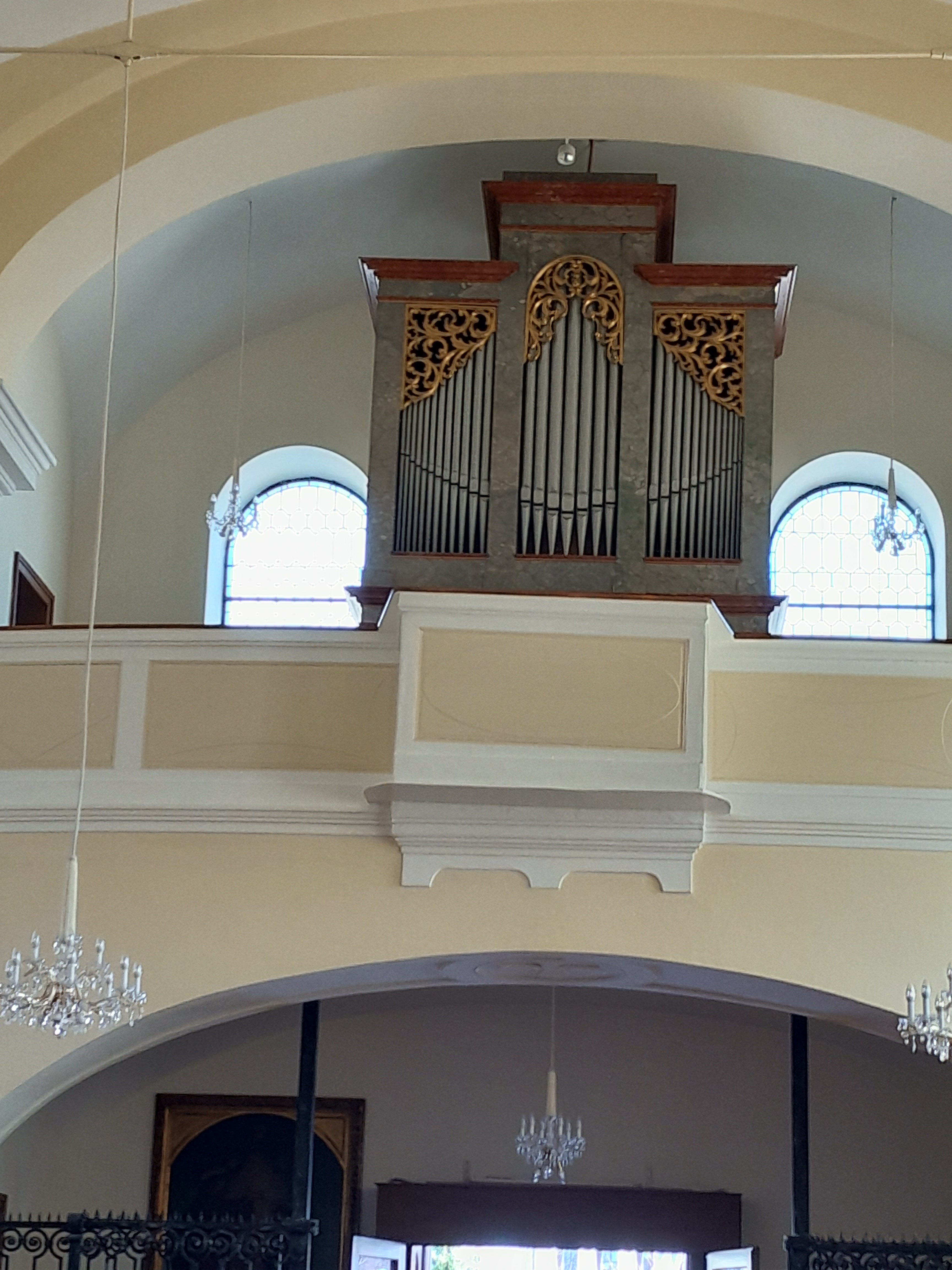
Pfarrkirche Schwarzau am Steinfeld

Joseph (Josef) Seyberth  war ein Wiener Orgelbauer.

## Leben
Joseph Seyberth (* 1802 in Waldthurn in Bayern; † 28. Mai 1882 in Wien) war ein Wiener Orgelbaumeister. Einer seiner bekanntesten Schüler im Orgelbau war Franz Rieger, der nach Abschluss seiner Lehre bei Seyberth 1844 in Jägerndorf (Krnov) eine Orgelbauwerkstätte und damit Rieger Orgelbau begründete. Einer seiner weiteren Schüler im Orgelbau war Franz Breil, der in Dorsten eine eigene Werkstätte begründete.

## Orgelwerke
| Jahr      | Ort                    | Gebäude                            | Bild | Manuale | Register | Bemerkungen                                             |
| --------- | ---------------------- | ---------------------------------- | ---- | ------- | -------- | ------------------------------------------------------- |
| 1835      | Mittergrabern          | Pfarrkirche Mittergrabern          |      | I/P     | 10       | [ 3 ]                                                   |
| 1838      | Wien-Altmannsdorf      | Altmannsdorfer Kirche              |      | I/P     | 11       | [ 4 ]                                                   |
| 1839      | Wien-Josefstadt        | Kapelle im Landesgericht Wien      |      | I/P     | 7        | [ 5 ]                                                   |
| 1839      | Eferding               | Pfarrkirche Eferding               |      | I       | 10       | 1906 von J. Lachmayr umfangreich umgebaut; 1999 ersetzt |
| 1845      | Straning               | Pfarrkirche Straning               |      | II/P    | 19       | [ 7 ]                                                   |
| 1846      | Wien-Inzersdorf        | St. Nikolaus                       |      | II/P    | 18       | 1945 schwer beschädigt, nur Positiv erhalten            |
| 1850      | Kaltenleutgeben        | Pfarrkirche Kaltenleutgeben        |      | I/P     | 10       | [ 3 ]                                                   |
| 1853      | Pottschach             | Pfarrkirche Pottschach             |      | I/P     | 10       | nicht erhalten, seit 1971 Orgel von Walcker-Mayer       |
| 1857      | Blindenmarkt           | Pfarrkirche Blindenmarkt           |      | II/P    | 13       | nicht erhalten, seit 2002 Orgel von Orgelbau Vleugels   |
| 1864      | Farád                  | Evangelische Kirche                |      | I/P     | 8        |                                                         |
| 1867      | Gramatneusiedl         | Pfarrkirche Gramatneusiedl         |      | I/P     | 9        | [ 8 ]                                                   |
| 1867      | Weigelsdorf            | Pfarrkirche Weigelsdorf            |      | I/P     | 10       | [ 3 ]                                                   |
| 1868      | Seibersdorf            | Pfarrkirche Seibersdorf            |      | I/P     | 8        | [ 9 ]                                                   |
| 1869      | Schwarzau am Steinfeld | Pfarrkirche Schwarzau am Steinfeld |      | I/P     | 12       | [ 10 ]                                                  |
| 1871      | Répcelak               | Evangelische Kirche                |      | II/P    | 14       |                                                         |
| 19. Jhdt. | Unterwaltersdorf       | Pfarrkirche Unterwaltersdorf       |      | II/P    | 12       | [ 11 ]                                                  |
| 1873      | Velm                   | Pfarrkirche Velm                   |      | I/P     | 8        | [ 3 ]                                                   |

## Restaurierungen/Umbauten
| Jahr | Ort               | Gebäude            | Bild | Manuale | Register | Bemerkungen                                                              |
| ---- | ----------------- | ------------------ | ---- | ------- | -------- | ------------------------------------------------------------------------ |
| 1847 | Wien-Innere Stadt | Wiener Karlskirche |      | II/P    | 31       | grundlegend modizifiert, freistehender Spieltisch für die Orgel aus 1739 |